# Francesco Sini
Francesco Sini (Fano, 3 ottobre 1980) è un pilota automobilistico italiano.
Pescarese di adozione, vive in Abruzzo da sempre.
Fa il suo debutto nel mondo delle competizioni all'età di 10 anni nella classe 60 cc del Karting.
Ha corso per circa 14 anni nel Kart, disputando gare di livello nazionale e internazionale, vincendo numerosi campionati regionali e arrivando secondo nel campionato italiano.
Passato alle auto nel 2005 ha ottenuto 2 titoli di vicecampione italiano nei 2 Campionati di Formula Junior e il titolo di campione italiano dell'Italian Prototype Serie nel 2007.
Sempre nel 2007 ha disputato e vinto la World Cup Radical nel circuito di Spa-Francorchamps.
Nel 2008 si è laureato campione europeo del Radical European Master Series al volante della Radical Sr8 Lm.
Nel 2009 ha partecipato alla Le Mans Series al volante della Lola-Mazda e della Radical Sr9 di classe Lmp2 ottenendo un quinto e un sesto posto a Spa e Silverstone.
Nel 2010 ha disputato le prime gare della Superstars Series con la Mercedes della Caal Racing ottenendo come miglior risultato il quinto posto a Imola.
Passato al team Aeffem-Romeo Ferraris ha ottenuto un podio nella gara francese del Paul Ricard e un secondo posto a Vallelunga.
Nel 2014 si laurea campione del campionato Euro V8 Series al volante della Chevrolet Camaro del team Solaris Motorsport.